# Мурким
Мурким — неклассифицированный папуасский язык, на котором говорят около 290 человек, близок к языкам лепки и кембра, в округе Пегунунган Бинтанг, участке Батом, юго-восточнее деревень Йетфа, Мот и Милки. Местные жители также используют языки кимки или йетфа.
16 издание Ethnologue (2009) отмечает, что язык мурким «может быть родственен языку лепки».